# 李鍾植 (政治家)
李 鍾植（イ・ジョンシク、朝鮮語: 이종식、1932年4月16日 - ）は、大韓民国のジャーナリスト、政治家。第9・10代韓国国会議員。本貫は全義李氏。

## 経歴
日本統治時代の慶尚北道高霊郡出身。高麗大学校政治学科卒。以後朝鮮日報記者・政治部長・駐日本特派員・編集副局長、聯合通信専務・監事、韓国放送委員会放送委員といった要職を務めた。政界入り後は、維新政友会スポークスパーソン・院内首席副総務、国会公職者倫理委員会委員・委員長などを務めた。また、省谷言論文化財団、方一栄文化財団理事（2011年6月25日時点）などを務めた。